# Fredrik Salomon Malmberg

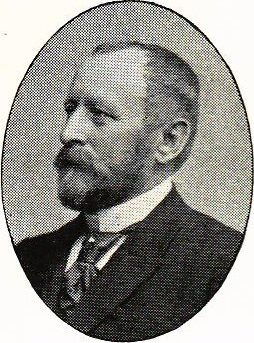
Fredrik Salomon Malmberg

Fredrik Salomon Malmberg, född 27 september 1831 i Nyköping, död 27 augusti 1904 vid Stockholm (genom drunkning), var en svensk sjömilitär.
MaImberg tjänstgjorde i handelsflottan 1842–43, 1850–53 och 1855–57. Han avlade examen vid Krigsakademien 1850, blev sekundlöjtnant vid Svenska flottan 1853 och premiärlöjtnant 1862. Han var befälhavare på ångfartyg 1861–66, 1871 och 1874–77, blev kapten vid Skärgårdsartilleriet 1866 och vid flottan 1873. Han tjänstgjorde vid Sjökartekontoret (Sjökarteverket) 1868–74, erhöll avsked med tur och befordringsrätt 1875, återinträdde i tjänst 1877, var föreståndare för Nautisk-meteorologiska byrån från 1878, blev kommendörkapten av andra graden i flottans reserv 1882, varifrån han erhöll avsked 1886. 
MaImberg var från 1878 korresponderande ledamot av Örlogsmannasällskapet. Han begravdes på Galärvarvskyrkogården i Stockholm.